# Acclaimed Music
Acclaimed Music是由瑞典斯德哥尔摩的统计学家Henrik Franzon在2001年9月创建的网站  。 Franzon汇总了数百个已发布列表，这些列表按年，年代和历史将歌曲和专辑按排名进行汇总。   读者向杂志或网站提交的列表不包括在汇总中。 Michaelangelo Matos写道：“Franzon的方法并不完美，但是随着整体批评感的发展，很难被取代。” 
截至2020年, 该网站的汇总列表将海灘男孩的《宠物之声》（1966年发行）评为有史以来最受好评的专辑，鲍勃·迪伦的〈Like a Rolling Stone〉（1965年发行）被评为最受好评的歌曲。 此外，披头士乐队是最受赞誉的乐队，鲍勃·迪伦是最受赞誉的男性艺术家，麦当娜是最受赞誉的女性艺术家。

## 进一步阅读
- Unterberger, Andrew. . Billboard. 2014-09-06  [2017-06-17]. （原始内容存档于2021-01-27）.
- Sullivan, Steve. . Scarecrow Press. 2013-09-04: viii  [2021-02-19]. （原始内容存档于2020-07-24）.
- Breeding, Andy. . Giant Path Pub. 2004: 108  [2021-02-19]. （原始内容存档于2020-07-24）.
- Miller, Scott. . 125 Records. 2010: 87  [2021-02-19]. （原始内容存档于2020-07-24）.
- Mendelsohn, Jason. . PopMatters. 2014-02-14  [2017-06-17]. （原始内容存档于2017-06-20）.